# Kitajska
Kitajska (tradicionalno: Zhōngguó (stara kitajščina: 中國, poenostavljena kitajščina: 中国)) je kulturno in geografsko območje ene najstarejših civilizacij ter naroda Kitajcev. Območje se je po zadnji kitajski državljanski vojni razdelilo na Ljudsko republiko obsegajočo celinski del, Hongkong in Macao, ter tradicionalno Kitajsko, obsegajočo otok Tajvan in druge otoke (glej Tajvan).
Kitajska civilizacija je najstarejša neprekinjena civilizacija, ki ima dolgo zgodovino pisave in več pomembneih odkritij, kot so papir, kompas, smodnik in tisk.

## Imenovanje
Kitajska je v mandarinščini najpogosteje imenovana Zhongguo. Prvi zlog zhōng (中) pomeni »osrednji«, medtem ko guó (国 oz. 國) pomeni »država«. Pojem so krščanski misijonarji sprva prevedli kot »Srednje kraljestvo«. V strarem veku se je ime navezovalo na »Osredje države« vzdolž doline Rumene reke.
Slovenščina in večina drugih zahodnih jezikov uporablja različne izpeljanke besede Kitajska (Kina, China, Cina, Kitaj) in predpone »sino-« ter »sin-«. Te oblike verjetno izvirajo iz dinastije Čin, ki je prva združila celotno narodno ozemlje Kitajcev. Za razliko od ostalih jezikov, ki uporabljajo predpono izvirajočo iz »qin«, v slovenskem jeziku, tako kot tudi v večini jezikov bivše Sovjetske Zveze, uporabljamo predpono »kitaj-«, ki izvira iz imena nekdanje pokrajine Qitai, ki se je nahajala na zahodnem delu današnje Kitajske. Danes lahko na tem območju najdemo le še mesto s tem imenom. Glede na to, da Slovanom svet onkraj puščav današnje zahodne Kitajske ni bil znan, so celotno območje poimenovali po tistem, kar jim je bilo znano, tj. po pokrajini Qitai.

## Zgodovina
Prve neolitske kulture so se na Kitajskem pojavile že v 3. tisočletju pr. n. št.. Vasi teh kultur so postopoma prerasle v mesta z močno razslojenim prebivalstvom in v prvi polovici 2. tisočletja pr. n. št. se je na Kitajskem razvila civilizacija. Prvo državo so vodili kralji iz vladarske rodbine Šang, ki so uvedli upravo s stalnim uradništvom in stalno vojsko za obrambo pred ljudstvi s severa.
Vladarska dinastija Džov je leta 771 pr. n. št. pregnala vladarsko dinastijo Šang. Oblikovala se je fevdalna družba, saj je plemstvo za služenje v vojski in upravi od kralja v dar dobilo kos zemlje. Zemljo so obdelovali kmetje, ki so fevdalcem plačevali davek, opravljali namakalna dela in služili v vojski. Odnose v družbi so utrdili z izdajo zakonika Džov-li.
Po tisočletni dinastični obliki vladavine je Kitajska 1. januarja 1912 s koncem zadnje dinastije Čing postala republika. Eden izmed vidnejših predstavnikov revolucionarnih idej je bil Sun Jatsen. Med drugo svetovno vojno je na Kitajskem divjala državljanska vojna, po kateri je oblast leta 1949 prevzela komunistična partija Kitajske z Mao Cetungom na čelu.
Celinska Kitajska se je preimenovala v Ljudsko republiko, ki danes obsega celinski del, Hongkong in Makav, privrženci demokratičnega sistema pa so prebežali na Tajvan, ki obsega otok Tajvan in druge otoke.

## Ozemlje

### Politična razdelitev
Politična delitev Kitajske na najvišji ravni se je skozi zgodovino spreminjala s spremembami uprave. Vrhnje upravne enote so bila okrožja in province. Pod njimi so bile prefekture, podprefekture, okraji, poveljništva, idr. V sedanjosti obstajajo tudi mesta s statusom prefekture ali okrožja in mestne občine.
Večina kitajskih dinastij je imela sedež v zgodovinskem jedru Kitajske, kjer prevladuje ljudstvo Han. Različne dinastije so se širile tudi v obrobna ozemlja, kot so Notranja Mongolija, Mandžurija, Činjiang in Tibet. Kitajsko v tradicionalnem smislu v notranjosti omejujeta Kitajski zid in Tibetanska planota. Mandžurija in Notranja Mongolija ležita severno od Kitajskega zidu; meja med njima je lahko opredeljena kot meja med Notranjo Mongolijo in severovzhodnimi provincami ali kot starejša meja marionetne države Mančukuo iz časa 2. svetovne vojne. Meje avtonomne pokrajine Šindžjang-Ujgur se ujemajo z današnjimi administrativnimi mejami. Zgodovinsko Tibet obsega celotno Tibetansko planoto. Naravna pregrada med severom in jugom Kitajske sta reka Huai He in gorovje Č'in Ling.

### Geografija in podnebje
Kitajska se razteza od planot in gorovij na zahodu do nižavja na vzhodu. Glavne reke, kot so Modra reka (Jangce), Rumena reka (Huang He) in Amur, tečejo od zahoda proti vzhodu, izjemoma Biserna reka (Zhũ Jiãng) pa proti jugu. Večina se izliva v Tihi Ocean. Med pomembnejšimi rekami sta še Mekong in Brahmaputra (Yarlung Tsangpo), slednja teče v Indijski ocean.
Na vzhodu so ob obalah Rumenega in Vzhodnega kitajskega morja obširne in gosto poseljene naplavne ravnice. Na robu planote Notranje Mongolije na severu so obširne travnate stepe, v južnem delu Kitajske pa prevladujejo hribovja in nizka gorovja. Večina rodovitne zemlje je v deltah dveh največjih rek, Rumene reke in Modre reke. Na teh ozemljih so nastale velike starodavne kitajske civilizacije.
Provinca Junan spada v geografsko podregijo širšega Mekonga, kamor sodijo tudi Mjanmar, Laos, Tajska, Kambodža in Vietnam. Zanjo so značilni obsežni kraški pojavi.
Severozahod zavzema velika poplavna ravnica, na jugozahodu pa so obširne apnenčaste planote, ki jih sekajo srednje visoka hribovja, ter Himalaja, kjer se nahaja Mount Everest, najvišja točka na Zemlji. Na severozahodu so tudi višje planote s suhim puščavskim površjem, kamor sodita Takla Makan (Tăkèlāmǎgān) in puščava Gobi. V obdobju dinastij so jugozahodno mejo predstavljale visoke gore in globoke doline Yunnana, ki ločujejo tudi sodobno Kitajsko od Mjanmarja, Laosa in Vietnama.
Kamniti skladi iz paleozoika so morskega izvora, tisti iz mezozoika in terciarja pa brakičnega ali sladkovodnega. Iz velike ravnice na severu Kitajske se dvigajo skupine ognjeniških stožcev. Planote na polotokih Liaodong in Šandong so iz bazalta.
Podnebje Kitajske je izredno raznoliko. Za severni del (vključno s Pekingom) so značilna vroča poletja (z dnevnimi temperaturami nad 30oC) in arktične zime. Osrednji del (kjer leži Šanghaj) ima zmerno kontinentalno podnebje s prav tako vročimi poletji in hladnimi zimami. Južni del Kitajske (kjer leži Kanton (Guǎngzhōu) je subtropski, z zelo vročimi poletji in milimi zimami. Zaradi dolgotrajne suše in neustreznega načina kmetovanja so spomladi pogosti peščeni viharji. Pesek nosi do južne Kitajske in Tajvana ter celo preko oceana do zahodne obale Združenih držav.

## Družba

### Jeziki
29 kitajskih narečij spada v družino Sino-tibetanskih jezikov. Najpogosteje govorjena narečja so mandarinščina, ki ga govori 70% populacije, Wu (Šangalščina), kantonščina, Yue, Min, Xiang, Gan in Hakka. Ne-sintske jezike govorijo različne etične skupine; sem sodijo mongolščina, tibetanščina, turščina in korejščina.
Klasična kitajska pisava je bila glavna pisava do srede 20. stoletja, ko so jo komunisti poenostavili.